# تایسی فوجیتا
تایسی فوجیتا (انگلیسی: Taisei Fujita؛ زادهٔ ۳۱ ژانویهٔ ۱۹۸۲) بازیکن فوتبال اهل ژاپن است.
از باشگاه‌هایی که در آن بازی کرده‌است می‌توان به باشگاه فوتبال ناگویا گرامپوس، باشگاه فوتبال توکیو، و باشگاه فوتبال توکیو وردی اشاره کرد.